# エドゥブレイ・ラモス
- エデュブレイ・ラモス
- エドゥブライ・ラモス

エドゥブレイ・エドゥアル・ラモス（Edubray Eduar Ramos, 1992年12月19日 - ）は、ベネズエラミランダ州カラカス出身のプロ野球選手（投手）。右投右打。アメリカ独立リーグ・アトランティックリーグのヘイガーズタウン・フライングボックスカーズ所属。
愛称はティコ（Tico）。

## 経歴

### プロ入りとカージナルス傘下時代
2010年にセントルイス・カージナルスと契約してプロ入り。契約後、傘下のルーキー級ベネズエラン・サマーリーグ・カージナルスでプロデビューするも、10試合の登板で防御率9.53と炎上。この年限りで退団し、2011年からの2年間は車の塗装や倉庫の掃除をして生計を立てていた。

### フィリーズ時代
2013年のフィラデルフィア・フィリーズと契約して球界に復帰。この年は傘下のルーキー級ベネズエラン・サマーリーグ・フィリーズでプレーし、14試合（先発5試合）に登板して2勝3敗1セーブ、防御率5.08、36奪三振を記録した。
2014年はルーキー級ベネズエラン・サマーリーグ・フィリーズ、ルーキー級ガルフ・コーストリーグ・フィリーズ、A-級ウィリアムズポート・クロスカッターズでプレーし、3球団合計で26試合（先発1試合）に登板して2勝1敗10セーブ、防御率0.82、48奪三振を記録した。
2015年はA+級クリアウォーター・スレッシャーズとAA級レディング・ファイティン・フィルズでプレーし、2球団合計で47試合に登板して4勝6敗8セーブ、防御率2.07、65奪三振を記録した。オフの11月20日にルール・ファイブ・ドラフトでの流出を防ぐために40人枠入りした。
2016年はAA級レディングで開幕を迎え、5月6日にAAA級リーハイバレー・アイアンピッグスへ昇格。AAA級リーハイバレーでは15試合に登板して防御率0.38と素晴らしい成績を残した。6月24日にメジャー初昇格を果たすと、同日のサンフランシスコ・ジャイアンツ戦でメジャーデビュー。この年メジャーでは42試合に登板して1勝3敗、防御率3.83、40奪三振を記録した。
2017年開幕前の2月8日に指名投手枠で第4回ワールド・ベースボール・クラシック（WBC）のベネズエラ代表に選出された（参加せず）。この年は中継ぎとして59試合に登板した。
2019年は18試合に登板していたが、7月16日に右肩の故障のため10日間の故障者リスト入りし、8月15日に60日間の故障者リストに切り替えられた。9月22日に復帰後は2試合に登板した。オフの11月4日にマイナー契約でAAA級リーハイバレーへ配属され、同日中にFAとなった。オフは故郷ベネズエラのウィンターリーグ（LVBP）のティブロネス・デ・ラ・グアイラでプレーした。

### ドジャース傘下時代
2020年1月7日にロサンゼルス・ドジャースとマイナー契約を結び、スプリングトレーニングに招待選手として参加することになったと報じられ、翌9日に正式公示された。この年は新型コロナウイルスの感染拡大のためマイナーリーグが開催されなかったため、公式戦に登板することなく、オフの11月2日にFAとなった。

### レンジャーズ傘下時代
2020年12月14日にテキサス・レンジャーズとマイナー契約を結び、2021年のスプリングトレーニングに招待選手として参加することになった。2月12日にAAA級ラウンドロック・エクスプレスに配属されたが、公式戦に登板することなく退団した。オフはベネズエラのウィンターリーグに参加した。

### 独立リーグ時代
2022年2月21日に独立リーグ・アトランティックリーグのケンタッキー・ワイルドヘルス・ゲノムズと契約した。7月17日に同リーグのロングアイランド・ダックスへトレード移籍した。シーズン終了後に退団。この年もオフはベネズエラのウィンターリーグに参加したが、11月19日の試合でアズドルバル・カブレラと乱闘騒ぎを起こし、40試合の出場停止処分が科された（のちに20試合に軽減）。

### メキシカンリーグ時代
2023年1月11日にメキシカンリーグのオアハカ・ウォーリアーズと契約したが、わずか3試合の登板で5月2日に自由契約となった。

### 独立リーグ時代
2024年年3月6日にアトランティックリーグのヘイガーズタウン・フライングボックスカーズと契約を結んだ。

## 投球スタイル
力強いフォーシームを武器とするリリーフ右腕。投球の半分以上を占めるフォーシームにスライダー、カーブを交える。

## 詳細情報

### 年度別投手成績
| 年 度    | 球 団    | 登 板 | 先 発 | 完 投 | 完 封 | 無 四 球 | 勝 利 | 敗 戦 | セ 丨 ブ | ホ 丨 ル ド | 勝 率 | 打 者 | 投 球 回 | 被 安 打 | 被 本 塁 打 | 与 四 球 | 敬 遠 | 与 死 球 | 奪 三 振 | 暴 投 | ボ 丨 ク | 失 点 | 自 責 点 | 防 御 率 | W H I P |
| -------- | -------- | ----- | ----- | ----- | ----- | -------- | ----- | ----- | -------- | ----------- | ----- | ----- | -------- | -------- | ----------- | -------- | ----- | -------- | -------- | ----- | -------- | ----- | -------- | -------- | ------- |
| 2016     | PHI      | 42    | 0     | 0     | 0     | 0        | 1     | 3     | 0        | 15          | .250  | 160   | 40.0     | 36       | 5           | 11       | 1     | 0        | 40       | 1     | 1        | 18    | 17       | 3.83     | 1.18    |
| 2017     | PHI      | 59    | 0     | 0     | 0     | 0        | 2     | 7     | 0        | 9           | .222  | 256   | 57.2     | 57       | 4           | 28       | 3     | 0        | 75       | 5     | 1        | 29    | 27       | 4.21     | 1.47    |
| 2018     | PHI      | 52    | 0     | 0     | 0     | 0        | 3     | 1     | 1        | 12          | .750  | 174   | 42.2     | 34       | 4           | 15       | 2     | 1        | 42       | 4     | 0        | 14    | 11       | 2.32     | 1.15    |
| 2019     | PHI      | 20    | 0     | 0     | 0     | 0        | 1     | 0     | 0        | 2           | 1.000 | 69    | 15.0     | 19       | 5           | 7        | 1     | 1        | 11       | 3     | 0        | 10    | 9        | 5.40     | 1.73    |
| MLB：4年 | MLB：4年 | 173   | 0     | 0     | 0     | 0        | 7     | 11    | 1        | 38          | .389  | 659   | 155.1    | 146      | 18          | 61       | 7     | 2        | 168      | 13    | 2        | 71    | 64       | 3.71     | 1.33    |

- 2020年度シーズン終了時

### 背番号
- 61（2016年 - 2019年）